# Paulo de Campos Porto
Paulo de Campos Porto (1889 - 1968) fue un botánico e ingeniero brasileño.
Director del Jardín Botánico de Río de Janeiro en dos épocas, era nieto de João Barbosa Rodrigues.
Publicó numerosos trabajos en compañía de Alexander Curt Brade, con quien estableció los siguientes géneros de Orchidaceae:
- Duckeella
- Pseudolaelia
- Pygmaeorchis
- Pleurothallopsis
- Thysanoglossa

## Honores

### Epónimos
Se han identificado 42 nuevas especies, entre ellas:
- (Adiantaceae) Doryopteris campos-portoi Brade[1]
- (Aspleniaceae) Asplenium campos-portoi Brade[2]
- (Berberidaceae) Berberis campos-portoi Brade[3]
- (Bromeliaceae) Wittrockia campos-portoi L.B.Sm., L.B.Sm. & McWill. var. robusta E.Pereira & I.A.Penna[4]
- (Cactaceae) Arthrocereus campos-portoi (Werderm.) Backeb.[5]
- (Dioscoreaceae) Dioscorea campos-portoi R.Knuth in Pilg.[6]
- (Gentianaceae) Symphyllophyton campos-portoi Gilg-Ben.[7]
- (Lamiaceae) Salvia campos-portoi Brade[8]
- (Melastomataceae) Tibouchina campos-portoi Brade[9]
- (Ochnaceae) Ouratea campos-portoi Sleumer[10]
- (Onagraceae) Fuchsia campos-portoi Pilg.[11]
- (Orchidaceae) Stelis campos-portoi Garay[12]

- La abreviatura «Porto» se emplea para indicar a Paulo de Campos Porto como autoridad en la descripción y clasificación científica de los vegetales.[13]